# Ignacio Carral
Ignacio Carral de la Torre (Segovia, 8 de octubre de 1897 - Madrid, 1 de octubre de 1935) fue un periodista español.

## Biografía
Procedente de una familia acomodada de raíces segovianas (Cuéllar, La Granja), uno de sus abuelos fue alcalde de la capital y el otro de La Granja. Su padre era funcionario en la Diputación provincial. Ignacio, tras finalizar el bachillerató, marchó a Madrid con el deseo de cursar ingeniería de Montes, pero tras dos años preparándose no consiguió superar el examen de ingreso. Regresó a Segovia y se inició en el periodismo local al tiempo que trabó amistad y afinidad literaria e intelectual con la tertulia segoviana de Fernando Arranz, Antonio Machado, Blas Zambrano, Mariano Quintanilla o Julián María Otero, entre otros. Poco después volvió a Madrid para cursar Filosofía y Letras, carrera que finalizó en 1920, obteniendo plaza como profesor ayudante en el Instituto Cardenal Cisneros. Su trabajo como profesor no le apartó de la vocación como periodista. Así, compagina la enseñanza con trabajos en prensa. En la ciudad castellana escribe en el semanario Segovia y publica artículos en la prensa madrileña. En 1923 consigue una plaza como lector de español en un instituto en Sicilia, lo que le permite recorrer y conocer toda Italia mientras escribe artículos para la prensa española, pero también relatos, ensayos, ... hasta «tres kilos y medio de papel».
En 1926, ya en España de nuevo, se casó con Adela, hija del poeta José Rodao, con el pintor Ignacio Zuloaga como padrino, estableciendo el matrimonio su residencia en Madrid, donde nació Carmen, su única hija. Trabajó para distintos medios de comunicación, sobre todo en la revista Estampa, en el diario hablado La Palabra —que contaba con su propia plantilla y agencia (Febus) y que emitía a través de distintas emisoras de Madrid, pero sobre todo en Unión Radio Madrid— y también publicó artículos con regularidad en diarios como El Sol o La Voz. De ideas republicanas, castellanista y próximo al ideario de Manuel Azaña, con la proclamación de la Segunda República se volcó en su trabajo periodístico. En sus últimos años destacó por sus crónicas, recogidas bajo el título de Los otros, donde mostraba el Madrid menos conocido y «más sórdido», lejos del casticismo tradicional. Llegó a vivir como un mendigo más para conocer, sentir y dar veracidad a su trabajo. Falleció de repente con 37 años de edad, mientras trabajaba en la redacción de La Palabra.

## Obra
Al inicio del siglo XXI, la obra de Carral, compuesta por cuentos, novelas y una extensa colección de artículos y reportajes, permanecía en su mayor parte inédita. Destacan quizá: la biografía novelada de su paisano  Emiliano Barral, titulada Las Memorias de Pedro Herráez (1927), en cualquier caso uno de los mejores documentos que se conservan sobre la vida del escultor segoviano, muerto en el frente de Madrid al comienzo de la guerra civil española; la divertida crónica Juan Bravo en la plaza de las Sirenas (1922), alegato contra el emplazamiento de la estatua de Aniceto Marinas en la capital segoviana; y su libro-denuncia Por qué mataron a Luis de Sirval.

### Por qué mataron a Luis de Sirval
En otra biografía novelada de Barral, la publicada en 1998 por el también segoviano Ignacio Sanz, se recoge (casi como una cita de la de Carral y como un homenaje a ambos) el acto celebrado el 7 de marzo de 1935 en el Ateneo de Madrid, de la presentación a cargo de Antonio Machado del libro-denuncia de Ignacio Carrall Por qué mataron a Luis de Sirval. Entre el público que asiste al acto están el músico Agapito Marazuela, Barral y los amigos Torre Agero y Georgina.
Machado, tras evocar su primer encuentro con Carral en la provinciana tertulia del taller del ceramista Arranz, relata y reflexiona sobre la espantosa experiencia profesional y humana vivida por Ignacio Carral como corresponsal en la represión de la insurrección obrera ocurrida en Asturias en el mes de octubre de 1934. Allí, Carral fue testigo de la ejecución a sangre fría de su compañero, el periodista Luis de Sirval, a manos de un legionario, que Carral y Machado definen como "sicario del ejército, que no compareció ante ningún auténtico tribunal de justicia". El suceso les sirve a los tres escritores (Carral, Machado y Sanz) para reflexionar sobre la supeditación del ejército al poder civil, y los amargos resultados que puede arrojar el "enfrentamiento entre un poder legítimo, la autoridad civil, y un poder que no lo es: la autoridad militar".